# Wet van 27 juni 1921 betreffende de verenigingen zonder winstoogmerk, de stichtingen en de Europese politieke partijen en stichtingen
De wet van 27 juni 1921 betreffende de verenigingen zonder winstoogmerk, de stichtingen en de Europese politieke partijen en stichtingen (afkorting: VZW-wet) was tot 1 mei 2019 het wettelijke kader van de Belgische privaatrechtelijke rechtspersonen met een niet-commerciële doelstelling, met name:
- de vereniging zonder winstoogmerk (VZW)
- de internationale vereniging zonder winstoogmerk (IVZW)
- de stichting.

Deze regeling werd ingrijpend gewijzigd en geprofessionaliseerd door de wijzigingswet van 2 mei 2002.

## Opheffing
De vzw-wet werd opgeheven bij wet van 23 maart 2019 tot invoering van het Wetboek van vennootschappen en verenigingen en houdende diverse
bepalingen. Hierbij werd ook het Wetboek van Vennootschappen van 1999 en de Wet Beroepsverenigingen van 1898 opgeheven. De wettelijke regeling rond vzw's werd geïntegreerd in dit nieuwe wetboek.